# Sant Joan les Fonts
Sant Joan les Fonts település Spanyolországban, Girona tartományban. Sant Joan les Fonts Montagut i Oix, Castellfollit de la Roca, Sant Jaume de Llierca, Santa Pau, Olot és La Vall de Bianya községekkel határos. Lakosainak száma 3111 fő (2024).

## Népesség
A település népessége az elmúlt években az alábbi módon változott:
| Lakosok száma | 370  | 2229 | 2398 | 2225 | 2924 | 2660 | 2787 | 2919 | 3006 | 3111 |
|               | 1717 | 1887 | 1936 | 1960 | 1986 | 2004 | 2009 | 2014 | 2019 | 2024 |